# Synasellus leysi
Synasellus leysi är en kräftdjursart som beskrevs av Henry och Guy Magniez 1995. Synasellus leysi ingår i släktet Synasellus och familjen sötvattensgråsuggor. Inga underarter finns listade i Catalogue of Life.